# Медвежьегорский район
Медвежьего́рский райо́н (карел. Karhumäen piiri) — административно-территориальная единица (район) и муниципальное образование (муниципальный район) в составе Республики Карелия Российской Федерации.
Медвежьегорский район приравнен к районам Крайнего Севера.
Административный центр — город Медвежьегорск.

## География
Площадь района — 13694,6 км².
Расположен в восточной части Средней Карелии.
Граничит с Кондопожским, Суоярвским, Сегежским, Муезерским и Пудожским районами Республики Карелия и на востоке с Архангельской областью.
В северной части Онежского озера находятся Южный Олений остров и остров Кижи.

## Климат
Климат мягкий, сочетает признаки континентального и морского. Средняя температура января −11.9 °C, июля +15.7 °C.

## История
Образован в соответствии с декретом ВЦИК 29 августа 1927 года в составе Автономной Карельской ССР.
В 1930 году к Медвежьегорскому району был присоединён Повенецкий район. В 1945 году территории Вожмосалмского, Выгозерского, Койкиницкого сельсоветов района переданы новому Сегежскому району.
В 1955 году в состав района вошла территория Сегозерского района (с одновременной передачей Римского и Кодозерского сельсоветов Пудожскому району), а в 1959 году — территория Заонежского района.

## Население
| 1939    | 1959    | 1970    | 1979    | 1989    | 2002    | 2009    | 2010    |
| ------- | ------- | ------- | ------- | ------- | ------- | ------- | ------- |
| 65 239  | ↘52 800 | ↘51 135 | ↘48 438 | ↘47 301 | ↘38 388 | ↘34 571 | ↘31 864 |
| 2011    | 2012    | 2013    | 2014    | 2015    | 2016    | 2017    | 2018    |
| ↘31 734 | ↘30 978 | ↘30 281 | ↘29 874 | ↘29 202 | ↘28 602 | ↘28 278 | ↘27 934 |
| 2019    | 2020    | 2021    | 2023    |         |         |         |         |
| ↘27 520 | ↘27 042 | ↘24 108 | ↘23 931 |         |         |         |         |

### Урбанизация
В городских условиях (город Медвежьегорск, пгт Пиндуши и Повенец) проживают 72.52 % населения района.

### Национальный состав
По итогам переписи населения 2020 года проживали следующие национальности (национальности менее 0,1 % и другое, см. в сноске к строке «Другие»):
| Национальность | Численность, чел. | Доля     |
| -------------- | ----------------- | -------- |
| Русские        | 22 012            | 91,31 %  |
| Карелы         | 518               | 2,15 %   |
| Белорусы       | 338               | 1,40 %   |
| Украинцы       | 227               | 0,94 %   |
| Поляки         | 62                | 0,26 %   |
| Таджики        | 54                | 0,22 %   |
| Финны          | 50                | 0,21 %   |
| Армяне         | 37                | 0,15 %   |
| Азербайджанцы  | 30                | 0,12 %   |
| Другие         | 780               | 3,24 %   |
| Итого          | 24 108            | 100,00 % |

## Местное самоуправление
Структуру органов местного самоуправления муниципального района образуют:
- представительный орган муниципального района — Совет муниципального района;
- глава муниципального района;
- администрация муниципального района.

В структуру органов местного самоуправления муниципального района может входить контрольно-счетный орган муниципального района как постоянно действующий орган внешнего муниципального финансового контроля.

## Административное деление
В Медвежьегорский муниципальный район входят 9 муниципальных образований, в том числе 3 городских поселения и 6 сельских поселений:
| № | Муниципальное образование           | Административный центр | Количество населённых пунктов | Население (чел.) | Площадь (км²) |
| - | ----------------------------------- | ---------------------- | ----------------------------- | ---------------- | ------------- |
| 1 | Медвежьегорское городское поселение | город Медвежьегорск    | 4                             | ↘11 964          | 324,68        |
| 2 | Пиндушское городское поселение      | пгт Пиндуши            | 9                             | ↘4254            | 762,36        |
| 3 | Повенецкое городское поселение      | пгт Повенец            | 18                            | ↘2755            | 1900,00       |
| 4 | Великогубское сельское поселение    | село Великая Губа      | 38                            | ↘1595            | 1387,30       |
| 5 | Паданское сельское поселение        | село Паданы            | 12                            | ↘815             | 374,00        |
| 6 | Толвуйское сельское поселение       | деревня Толвуя         | 18                            | ↘964             | 496,80        |
| 7 | Чёбинское сельское поселение        | деревня Чёбино         | 11                            | ↘134             | 1500,00       |
| 8 | Чёлмужское сельское поселение       | деревня Чёлмужи        | 6                             | ↗655             | 2864,00       |
| 9 | Шуньгское сельское поселение        | деревня Шуньга         | 31                            | ↘795             | 400,00        |

## Населённые пункты
В Медвежьегорском районе 147 населённых пунктов (включая 6 населённых пунктов в составе города или пгт).
| №   | Населённый пункт    | Тип     | Население | Муниципальное образование           |
| --- | ------------------- | ------- | --------- | ----------------------------------- |
| 1   | Ажепнаволок         | деревня | →2        | Шуньгское сельское поселение        |
| 2   | Ахвенламби          | посёлок | ↘129      | Паданское сельское поселение        |
| 3   | Батова              | деревня | ↘5        | Шуньгское сельское поселение        |
| 4   | Белохино            | деревня | →0        | Толвуйское сельское поселение       |
| 5   | Берег               | деревня | ↘3        | Толвуйское сельское поселение       |
| 6   | Бережная            | деревня | ↘20       | Шуньгское сельское поселение        |
| 7   | Больничный          | посёлок | ↘55       | Великогубское сельское поселение    |
| 8   | Больничный          | посёлок | →24       | Шуньгское сельское поселение        |
| 9   | Большая Нива        | деревня | →0        | Толвуйское сельское поселение       |
| 10  | Большая Сельга      | посёлок | ↘0        | Чёбинское сельское поселение        |
| 11  | Бор                 | деревня | ↘8        | Толвуйское сельское поселение       |
| 12  | Бор-Пуданцев        | деревня | ↘95       | Шуньгское сельское поселение        |
| 13  | Боярщина            | деревня | →0        | Великогубское сельское поселение    |
| 14  | Ванзозеро           | посёлок | →0        | Пиндушское городское поселение      |
| 15  | Васильево           | деревня | ↘5        | Великогубское сельское поселение    |
| 16  | Великая Губа        | посёлок | →0        | Пиндушское городское поселение      |
| 17  | Великая Губа        | село    | ↘1035     | Великогубское сельское поселение    |
| 18  | Великая Нива        | деревня | ↘113      | Великогубское сельское поселение    |
| 19  | Венгигора           | деревня | →6        | Паданское сельское поселение        |
| 20  | Верхнее Волозеро    | посёлок | ↘90       | Повенецкое городское поселение      |
| 21  | Верхняя Путка       | деревня | →1        | Шуньгское сельское поселение        |
| 22  | Вигово              | деревня | ↘0        | Великогубское сельское поселение    |
| 23  | Вицино              | деревня | ↘3        | Толвуйское сельское поселение       |
| 24  | Вичка               | посёлок | ↘184      | Медвежьегорское городское поселение |
| 25  | Вичка               | станция | ↘124      | Пиндушское городское поселение      |
| 26  | Возрицы             | посёлок | ↘57       | Чёлмужское сельское поселение       |
| 27  | Воробьи             | деревня | →1        | Великогубское сельское поселение    |
| 28  | Вырозеро            | деревня | ↘18       | Толвуйское сельское поселение       |
| 29  | Габсельга           | деревня | →3        | Повенецкое городское поселение      |
| 30  | Голиково            | деревня | →0        | Великогубское сельское поселение    |
| 31  | Горская             | деревня | →0        | Шуньгское сельское поселение        |
| 32  | Данилово            | деревня | →5        | Чёлмужское сельское поселение       |
| 33  | Деригузово          | деревня | →0        | Шуньгское сельское поселение        |
| 34  | Евгора              | посёлок | ↘36       | Паданское сельское поселение        |
| 35  | Еглово              | деревня | →0        | Великогубское сельское поселение    |
| 36  | Екимово             | деревня | →0        | Шуньгское сельское поселение        |
| 37  | Ерсенево            | деревня | ↘5        | Великогубское сельское поселение    |
| 38  | Загубье             | деревня | →5        | Толвуйское сельское поселение       |
| 39  | Загубье             | деревня | →0        | Чёбинское сельское поселение        |
| 40  | Зажогинская         | деревня | →0        | Толвуйское сельское поселение       |
| 41  | Заречье             | деревня | →1        | Толвуйское сельское поселение       |
| 42  | Ионина Гора         | деревня | →0        | Шуньгское сельское поселение        |
| 43  | Кажма               | деревня | ↘104      | Шуньгское сельское поселение        |
| 44  | Карельская Масельга | деревня | ↘4        | Чёбинское сельское поселение        |
| 45  | Карзикозеро         | деревня | ↗6        | Чёбинское сельское поселение        |
| 46  | Кефтеницы           | деревня | →2        | Шуньгское сельское поселение        |
| 47  | Кижи                | деревня | →1        | Великогубское сельское поселение    |
| 48  | Клементьевская      | деревня | ↘4        | Великогубское сельское поселение    |
| 49  | Коробейниково       | деревня | →2        | Шуньгское сельское поселение        |
| 50  | Коровниково         | деревня | ↗6        | Шуньгское сельское поселение        |
| 51  | Космозеро           | деревня | ↘141      | Великогубское сельское поселение    |
| 52  | Кривоноговская      | деревня | →8        | Толвуйское сельское поселение       |
| 53  | Кузаранда           | деревня | ↘95       | Толвуйское сельское поселение       |
| 54  | Кумса-2             | посёлок | ↘83       | Чёбинское сельское поселение        |
| 55  | Кургеницы           | деревня | ↘2        | Великогубское сельское поселение    |
| 56  | Кярзино             | деревня | ↗13       | Великогубское сельское поселение    |
| 57  | Ламбасручей         | посёлок | ↘445      | Великогубское сельское поселение    |
| 58  | Лахново             | деревня | →4        | Шуньгское сельское поселение        |
| 59  | Лебещина            | деревня | ↘10       | Толвуйское сельское поселение       |
| 60  | Лобское             | деревня | ↘4        | Повенецкое городское поселение      |
| 61  | Лобское             | посёлок | →6        | Повенецкое городское поселение      |
| 62  | Лонгасы             | деревня | ↘17       | Великогубское сельское поселение    |
| 63  | Лумбуши             | деревня | ↘368      | Пиндушское городское поселение      |
| 64  | Лумбушозеро         | станция | →0        | Пиндушское городское поселение      |
| 65  | Малая Нива          | деревня | →0        | Толвуйское сельское поселение       |
| 66  | Малыга              | станция | →0        | Пиндушское городское поселение      |
| 67  | Масельгская         | станция | →20       | Пиндушское городское поселение      |
| 68  | Маслозеро           | деревня | ↘176      | Паданское сельское поселение        |
| 69  | Медведева           | деревня | →0        | Шуньгское сельское поселение        |
| 70  | Медвежьегорск       | город   | ↘11 737   | Медвежьегорское городское поселение |
| 71  | ММС                 | посёлок | ↘54       | Шуньгское сельское поселение        |
| 72  | Морская Масельга    | посёлок | →1        | Повенецкое городское поселение      |
| 73  | Мустова             | деревня | →0        | Шуньгское сельское поселение        |
| 74  | Мяндусельга         | деревня | ↘0        | Чёбинское сельское поселение        |
| 75  | Немино-3            | посёлок | ↘77       | Чёлмужское сельское поселение       |
| 76  | Никитинская         | деревня | ↘4        | Толвуйское сельское поселение       |
| 77  | Никонова Губа       | деревня | ↘4        | Шуньгское сельское поселение        |
| 78  | Новая Габсельга     | посёлок | ↘234      | Повенецкое городское поселение      |
| 79  | Носоновщина         | деревня | ↘4        | Великогубское сельское поселение    |
| 80  | Огорелыши           | посёлок | ↘172      | Чёлмужское сельское поселение       |
| 81  | Онежены             | деревня | →2        | Шуньгское сельское поселение        |
| 82  | Онтова              | деревня | ↗5        | Шуньгское сельское поселение        |
| 83  | Остречье            | деревня | ↘14       | Чёбинское сельское поселение        |
| 84  | Паданы              | село    | ↘800      | Паданское сельское поселение        |
| 85  | Падмозеро           | деревня | ↘74       | Толвуйское сельское поселение       |
| 86  | Падун               | посёлок | ↘72       | Чёбинское сельское поселение        |
| 87  | Палтега             | деревня | ↘23       | Великогубское сельское поселение    |
| 88  | Патаневщина         | деревня | →2        | Великогубское сельское поселение    |
| 89  | Патрово             | деревня | →55       | Великогубское сельское поселение    |
| 90  | Первые Гарницы      | деревня | →8        | Великогубское сельское поселение    |
| 91  | Пергуба             | станция | ↘48       | Медвежьегорское городское поселение |
| 92  | Перхина             | деревня | ↘3        | Шуньгское сельское поселение        |
| 93  | Петры               | деревня | ↘0        | Великогубское сельское поселение    |
| 94  | Пиндуши             | пгт     | ↘3842     | Пиндушское городское поселение      |
| 95  | Питомник            | посёлок |           | Медвежьегорское городское поселение |
| 96  | Плешки              | деревня | →1        | Великогубское сельское поселение    |
| 97  | Побережье           | деревня | ↘5        | Шуньгское сельское поселение        |
| 98  | Повенец             | пгт     | ↘1776     | Повенецкое городское поселение      |
| 99  | Погост              | деревня | ↘1        | Паданское сельское поселение        |
| 100 | Подгорская          | деревня | →13       | Шуньгское сельское поселение        |
| 101 | Покровское          | деревня | ↗5        | Чёбинское сельское поселение        |
| 102 | Поля                | деревня | →0        | Великогубское сельское поселение    |
| 103 | при 1 шлюзе ББК     | посёлок |           | Повенецкое городское поселение      |
| 104 | при 2 шлюзе ББК     | посёлок |           | Повенецкое городское поселение      |
| 105 | при 3 шлюзе ББК     | посёлок |           | Повенецкое городское поселение      |
| 106 | при 4 шлюзе ББК     | посёлок |           | Повенецкое городское поселение      |
| 107 | при 5 шлюзе ББК     | посёлок |           | Повенецкое городское поселение      |
| 108 | при 7 шлюзе ББК     | посёлок | ↘64       | Повенецкое городское поселение      |
| 109 | при 8 шлюзе ББК     | посёлок | →28       | Повенецкое городское поселение      |
| 110 | при 9 шлюзе ББК     | посёлок | ↘32       | Повенецкое городское поселение      |
| 111 | Пургино             | деревня | ↗1        | Великогубское сельское поселение    |
| 112 | Речка               | деревня | →0        | Великогубское сельское поселение    |
| 113 | Савинская           | деревня | ↗23       | Толвуйское сельское поселение       |
| 114 | Салмагуба           | деревня | ↗1        | Пиндушское городское поселение      |
| 115 | Свечниковская       | деревня | →1        | Толвуйское сельское поселение       |
| 116 | Сельги              | деревня | ↘52       | Паданское сельское поселение        |
| 117 | Семчезеро           | деревня | →0        | Чёбинское сельское поселение        |
| 118 | Сенная Губа         | деревня | →21       | Великогубское сельское поселение    |
| 119 | Сергиево            | посёлок | ↘272      | Чёлмужское сельское поселение       |
| 120 | Сигово              | деревня | ↘1        | Шуньгское сельское поселение        |
| 121 | Сосновка            | село    | ↘558      | Повенецкое городское поселение      |
| 122 | Спировка            | деревня | →0        | Великогубское сельское поселение    |
| 123 | Сяргозеро           | деревня | ↘11       | Паданское сельское поселение        |
| 124 | Тамбицы             | деревня | ↗8        | Великогубское сельское поселение    |
| 125 | Телятниково         | деревня | ↘4        | Великогубское сельское поселение    |
| 126 | Терехово            | деревня | →0        | Великогубское сельское поселение    |
| 127 | Терманы             | деревня | →17       | Паданское сельское поселение        |
| 128 | Тимохово            | деревня | →1        | Шуньгское сельское поселение        |
| 129 | Типиницы            | деревня | ↘19       | Великогубское сельское поселение    |
| 130 | Тихвин Бор          | деревня | ↘16       | Повенецкое городское поселение      |
| 131 | Толвуя              | деревня | ↘972      | Толвуйское сельское поселение       |
| 132 | Узкие               | деревня | →0        | Великогубское сельское поселение    |
| 133 | Федотово            | деревня | ↘1        | Шуньгское сельское поселение        |
| 134 | Фоминская           | деревня | ↗14       | Шуньгское сельское поселение        |
| 135 | Хашезеро            | деревня | ↗1        | Шуньгское сельское поселение        |
| 136 | Хижозеро            | посёлок | ↘2        | Повенецкое городское поселение      |
| 137 | Чёбино              | деревня | ↘94       | Чёбинское сельское поселение        |
| 138 | Чёлмужи             | деревня | ↘508      | Чёлмужское сельское поселение       |
| 139 | Черкасы             | деревня | ↗1        | Шуньгское сельское поселение        |
| 140 | Шалговаара          | деревня | ↘4        | Паданское сельское поселение        |
| 141 | Шалговаара          | посёлок | ↘214      | Паданское сельское поселение        |
| 142 | Шильтя              | деревня | →0        | Великогубское сельское поселение    |
| 143 | Шуньга              | деревня | ↘548      | Шуньгское сельское поселение        |
| 144 | Щепино              | деревня | →2        | Великогубское сельское поселение    |
| 145 | Юккогуба            | деревня | ↗1        | Паданское сельское поселение        |
| 146 | Ямка                | деревня | ↘8        | Великогубское сельское поселение    |
| 147 | Яндомозеро          | деревня | →0        | Великогубское сельское поселение    |

## Символика
Официальный герб Медвежьегорского района Республики Карелия утвержден Решением Совета Медвежьегорского района № 89 от 22 мая 2018 г. и внесен в Государственный геральдический регистр РФ под № 11892.
Описание герба:
В лазоревом (синем, голубом) поле золотая гора, завершённая вверху луковичными куполами, уменьшающимися от центра к краям, обременённая чёрным идущим медведем. Щит увенчан муниципальной короной установленного образца
Символика герба является отражением топонимики района Медвежья Гора. Золотая гора, завершенная луковичными куполами, уменьшающимися от центра к краям, с одной стороны, символизирует название района, с другой, его главную достопримечательность — памятники деревянного зодчества. На территории Медвежьегорского района находится всемирно известный музейный комплекс «Кижи».
Золото (жёлтый цвет) — символ постоянности, прочности, великодушия, солнечного света, а также это цвет спила дерева, напоминающего о том, что Медвежьегорский район знаменит своими памятниками деревянного зодчества, принадлежащими к золотому фонду российского искусства.
Лазурь (синий, голубой цвет) — символ мира, красоты, возвышенных устремлений, а также это цвет водной глади Онеги, омывающей Медвежьегорский район.
Корона установленного образца является статусным элементом, символизирующим ранг муниципального образования как муниципального района.

## Экономика
Основная специализация района — заготовка древесины и деревообработка, сельское хозяйство (молочно и мясо-молочное животноводство, кормовое производство, картофелеводство).
Степень освоения территории средняя. Общая протяжённость железных и автодорог — около 1250 км. Густота дорожной сети — на 1 км² — 0,09 км.

## Районная газета
Первый номер районной газеты «Диалог» (редактор Н. И. Ермолович) вышел в свет 16 января 1991 года.

## Достопримечательности
На территории района находятся памятники историко-культурного наследия, в числе которых — Кижский погост.

## Известные уроженцы
- Ригачин, Николай Иванович (1919—1945) — Герой Советского Союза, родился в деревне Задняя.
- Рябов, Михаил Тимофеевич (1914—1995) — Герой Советского Союза, родился в деревне Рябово.